# Microbisium lawrencei
Microbisium lawrencei är en spindeldjursart som beskrevs av Beier 1964. Microbisium lawrencei ingår i släktet Microbisium och familjen helplåtklokrypare. Inga underarter finns listade i Catalogue of Life.